# Агард, Киран
Кира́н Рика́рдо Ага́рд (англ. Kieran Ricardo Agard; род. 10 октября 1989, Лондон) — английский футболист, нападающий.

## Клубная карьера
Киран Агард родился в Лондоне 10 октября 1989 года. С 1999 по 2005 год выступал за молодёжную команду «Арсенала», до тех пор пока не перешёл в «Эвертон», где тоже, поначалу, играл в молодёжной команде.
Его дебют за основной состав «Эвертона» состоялся в сентябре 2009 года в матче Кубка лиги против «Халл Сити». «Ириски» выиграли тогда со счетом 4:0. В Премьер-лиге он дебютировал в матче против «Челси», выйдя на замену в дополнительное время.
6 января 2011 года был арендован клубом «Питерборо Юнайтед» до конца сезона 2010/11, однако позже у «Питерборо» сменился тренер и Агард вернулся в «Эвертон», сыграв за «Питерборо» лишь 1 матч на Кубок Англии. 31 января 2011 года был арендован шотландским «Килмарноком» до конца сезона.
1 июня 2011 года было объявлено, что футболист покидает «Эвертон». Новым клубом Агарда стал «Йовил Таун».
21 августа 2014 года подписал контракт с «Бристоль Сити».